# 阿立未来
阿立 未来（あだち みく、1980年2月28日 - ）は、日本のAV女優。

## 略歴
- 2004年 - AVデビュー。
- 2005年末 - 休業。
- 2007年 - 復帰。

## 作品

### アダルトビデオ
2005年
- 女体倶楽部（1月10日、AVS）
- 騙し中出し（6月16日、甲斐正明事務所（ブリット）他出演:山口絵里香、伊東ちかほ
- 12人の淫乱娘。（6月17日、桃太郎映像出版）他11名共演
- よだれ艶曲（6月25日、アルファインターナショナル）共演:海老原しのぶ
- セクシースタイル3（11月18日、アルファーインターナショナル）他出演:斉藤亜希、姫咲水希、嶋田まり

2007年
- セレブ妻不倫リポート VOL.8（5月11日、プレステージ）
- 真正中出しダブル痴女 1（7月28日、モブスターズ）共演:山崎恭香
- パイパンちびっ子クーデター職員室お尻ジャック（8月19日、クロス）共演:むかいねね、ののか、藤本麻美、宮崎優、成瀬雛、真咲るみ、椎名あこ
- 悶絶オナニー電動按摩器トランス（10月13日、マルクス兄弟）他多数出演
- 角 押し付け擦り付け オナニー（11月2日、映天）他出演:白華ユリ、伊藤青葉、海老原しのぶ、辻ありす、琴野まゆか、月平ちか、菜月唯、仲西彩乃

2008年
- セレブ妻4時間（2月13日、マルクス兄弟）他出演:浜崎りお、加藤レイナ、間宮いずみ、杏珠、南原香織、蓮見優里亜
- 憧れの姉さんがお掃除フェラしてくれました。（5月13日、マルクス兄弟）他出演:山口玲子、大沢佑香、風間ゆみ、杏珠、間宮いずみ、千羽千鶴、長澤リカ、愛菜りな

### 写真集
- 阿立未来写真集 天然生娘 制服編
- 阿立未来写真集 天然生娘 プライベート編